# Campeonato Centroamericano y del Caribe 1955
El Campeonato Centroamericano y del Caribe 1955 fue la séptima edición del Campeonato Centroamericano y del Caribe de Fútbol, torneo más importante de la extinta Confederación de Centroamérica y el Caribe de Fútbol, CCCF. El torneo se desarrolló del 14 al 28 de agosto de 1955.
Todos los partidos fueron en la capital hondureña (Tegucigalpa) y el campeón fue nuevamente Costa Rica, ganando 4 de las últimas 5 ediciones. Por ello, se calificó al Campeonato Panamericano 1956.

## Organización

### Sede
| Tegucigalpa                    |
| ------------------------------ |
| Estadio Nacional               |
| Capacidad: 34 000 espectadores |
|                                |

### Equipos participantes
- En cursiva las selecciones debutantes.

| Equipos participantes | Equipos participantes | Equipos participantes | Equipos participantes |
| --------------------- | --------------------- | --------------------- | --------------------- |
| Aruba                 | Costa Rica            | Cuba                  | Curazao               |
| Guatemala             | Honduras              | El Salvador           |                       |

## Resultados

### Clasificación
| Equipo      | Pts.   | PJ     | PG     | PE     | PP     | GF     | GC     | Dif    |
| ----------- | ------ | ------ | ------ | ------ | ------ | ------ | ------ | ------ |
| Costa Rica  | 10     | 5      | 5      | 0      | 0      | 17     | 4      | 13     |
| Curazao     | 8      | 5      | 4      | 0      | 1      | 10     | 3      | 7      |
| Honduras    | 5      | 5      | 2      | 1      | 2      | 8      | 6      | 2      |
| El Salvador | 4      | 5      | 2      | 0      | 3      | 5      | 11     | -6     |
| Aruba       | 3      | 5      | 1      | 1      | 3      | 9      | 9      | 0      |
| Cuba        | 0      | 5      | 0      | 0      | 5      | 2      | 18     | -16    |
| Guatemala   | Retiro | Retiro | Retiro | Retiro | Retiro | Retiro | Retiro | Retiro |

### Partidos
| 14 de agosto de 1955 | Honduras                     | 3:0 (1:0) | Cuba | Estadio Nacional, Tegucigalpa |                            |
|                      | Godoy 8', 47' · Guerrero 49' |           |      | Árbitro(s): Reginald Leafe    | Árbitro(s): Reginald Leafe |

| 14 de agosto de 1955 | Costa Rica                          | 3:2 (1:0) | Aruba                     | Estadio Nacional, Tegucigalpa |                         |
|                      | Gobán 8' · Monge 51' · González 53' |           | Williams 62' · Jansen 67' | Árbitro(s): John Clough       | Árbitro(s): John Clough |

| 15 de agosto de 1955 | Guatemala      | 2:3 (1:2) | El Salvador                  | Estadio Nacional, Tegucigalpa |                            |
|                      | Ruano 45', 47' |           | Barraza 17' · Ruano 20', 48' | Árbitro(s): Reginald Leafe    | Árbitro(s): Reginald Leafe |

| 16 de agosto de 1955 | Costa Rica                                                        | 6:0 (3:0) | Cuba | Estadio Nacional, Tegucigalpa |                    |
| | Montero 4', 85' · Murillo 5' · Herrera 9', 64' (pen.) · Ulloa 88' |           |      | Árbitro(s): Marten            | Árbitro(s): Marten |
| Marten sustituyó a Clough ya que se enfermó. Expulsados: Alberto Gutiérrez al 64', otro jugador cubano y Marvin Rodríguez. Alberto Mendivel salvó un penalti de Mario Murillo al minuto 35'. |                                                                   |           |      |                               |                    |

| 16 de agosto de 1955 | Curazao                     | 2:1 (1:0) | Aruba            | Estadio Nacional, Tegucigalpa |                            |
|                      | Bernardina 43' · Jansen 70' |           | Brión 77' (pen.) | Árbitro(s): Reginald Leafe    | Árbitro(s): Reginald Leafe |

| 17 de agosto de 1955 | Honduras                         | 3:1 (1:1) | El Salvador | Estadio Nacional, Tegucigalpa |                            |
|                      | Enamorado 39', 89' · Ramírez 69' |           | Ruano 33'   | Árbitro(s): Reginald Leafe    | Árbitro(s): Reginald Leafe |

| 18 de agosto de 1955 | Guatemala                           | 4:1 (2:1) | Curazao | Estadio Nacional, Tegucigalpa |  |
|                      | Cordero 14', 50' · Víckers 29', 72' |           | Hato 2' |                               |  |

| 19 de agosto de 1955 | Costa Rica                                           | 4:0 (1:0) | El Salvador | Estadio Nacional, Tegucigalpa |                            |
|                      | Cordero 16' (pen.) · González 50' · Herrera 76', 85' |           |             | Árbitro(s): Reginald Leafe    | Árbitro(s): Reginald Leafe |

| 19 de agosto de 1955 | Aruba                                                     | 5:1 (3:0) | Cuba                  | Estadio Nacional, Tegucigalpa |  |
|                      | Rodríguez 1' · Jansen 2' · Williams 13' · Brokke 64', 71' |           | Antonio Gutiérrez 65' |                               |  |

| 20 de agosto de 1955 | Honduras | 0:2 (0:1) | Curazao                 | Estadio Nacional, Tegucigalpa |                            |
|                      |          |           | Schoop 44' · Jansen 77' | Árbitro(s): Reginald Leafe    | Árbitro(s): Reginald Leafe |

| 21 de agosto de 1955 | El Salvador      | 2:1 (1:0) | Cuba                  | Estadio Nacional, Tegucigalpa |  |
|                      | Barraza 30', 80' |           | Alberto Gutiérrez 60' |                               |  |

| 21 de agosto de 1955                                                                                   | Guatemala | 0:2 (0:0) | Costa Rica       | Estadio Nacional, Tegucigalpa |                         |
| |           |           | Murillo 48', 55' | Árbitro(s): John Clough       | Árbitro(s): John Clough |
| El partido fue abandonado al minuto 70 debido a una pelea. Expulsados: Jorge Víckers y Max Villalobos. |           |           |                  |                               |                         |

| 22 de agosto de 1955             | Honduras   | 1:1 (0:1) | Aruba         | Estadio Nacional, Tegucigalpa |                            |
|                                  | Prince 68' |           | Rodríguez 22' | Árbitro(s): Reginald Leafe    | Árbitro(s): Reginald Leafe |
| Expulsado: Un jugador hondureño. |            |           |               |                               |                            |

| 23 de agosto de 1955 | Cuba | - | Guatemala | Estadio Nacional, Tegucigalpa |  |

| 24 de agosto de 1955 | Costa Rica                 | 2:1 (1:0) | Curazao            | Estadio Nacional, Tegucigalpa |                            |
|                      | Murillo 30' · González 57' |           | Quesada 90' (a.g.) | Árbitro(s): Reginald Leafe    | Árbitro(s): Reginald Leafe |

| 24 de agosto de 1955 | El Salvador               | 2:0 (1:0) | Aruba | Estadio Nacional, Tegucigalpa |                         |
|                      | Valencia 8' · Barraza 63' |           |       | Árbitro(s): John Clough       | Árbitro(s): John Clough |

| 25 de agosto de 1955 | Honduras | - | Guatemala | Estadio Nacional, Tegucigalpa |  |

| 26 de agosto de 1955 | Curazao                                        | 3:0 (1:0) | El Salvador | Estadio Nacional, Tegucigalpa |  |
|                      | Bicentini 26' (pen.) · Schoop 80' · Jansen 87' |           |             |                               |  |

| 27 de agosto de 1955 | Aruba | - | Guatemala | Estadio Nacional, Tegucigalpa |  |

| 28 de agosto de 1955 | Honduras   | 1:2 (0:2) | Costa Rica                  | Estadio Nacional, Tegucigalpa |                            |
|                      | Rivera 56' |           | Monge 29' · Sosa 37' (a.g.) | Árbitro(s): Reginald Leafe    | Árbitro(s): Reginald Leafe |

| 28 de agosto de 1955                           | Curazao                    | 2:0 (0:0) | Cuba | Estadio Nacional, Tegucigalpa |  |
|                                                | de Lannoy 48' · Schoop 63' |           |      |                               |  |
| Expulsado: Eustaquio Bernardina al minuto 87'. |                            |           |      |                               |  |

|                               |
| Bandera de Costa Rica         |
| Campeón Costa Rica 5.º título |

## Goleadores
| Jugador                | Selección   | Goles |
| ---------------------- | ----------- | ----- |
| Rodolfo Herrera        | Costa Rica  | 4     |
| Mario Murillo          | Costa Rica  | 4     |
| Juan Francisco Barraza | El Salvador | 4     |
| Alfredo Ruano          | El Salvador | 3     |
| Mardoqueo González     | Costa Rica  | 3     |
| Hubert Schoop          | Curazao     | 3     |
| Erno Jansen            | Curazao     | 3     |